# Râul Molnița
Râul Molnița (în ucraineană Молниця, transliterat: Molnîțea) este un curs de apă, afluent al râului Siret. Râul a reprezentat granița dintre Austro-Ungaria și România până în 1918.

## Hărți
- Ovidiu Gabor - Economic Mechanism in Water Management  Arhivat în 5 martie 2009, la Wayback Machine.
- Harta județului Botoșani  Arhivat în 18 iulie 2011, la Wayback Machine.